# Smyrna blomfildia
Smyrna blomfildia is een vlinder uit de familie Nymphalidae. De wetenschappelijke naam van de soort is voor het eerst geldig gepubliceerd in 1781 door Johann Christian Fabricius.